# Hallelujah Football Club
Maillots
Le Hallelujah Football Club (en hangul: 할렐루야 축구단), plus couramment abrégé en Hallelujah FC, est un ancien club sud-coréen de football fondé en 1980 et disparu en 1998, et basé à Séoul, la capitale du pays.
Surnommé les Hallelujah Eagles, le club (connu comme étant le club des chrétiens du pays, catholiques comme protestants) dispute au cours de son histoire trois saisons en K League. 

## Histoire

### Repères historiques
- 1980 : fondation du club sous le nom du Hallelujah FC
- 1998 : dissolution du club

### Histoire du club
Fondée en 1980 par le président de la Fédération de Corée du Sud de football, Choi Soon-young. Il est principalement composé de footballeurs et d'entraîneurs chrétiens (catholiques ou protestants). C'est l'un des membres fondateurs de la K League, instauré en 1983. Le club remporte son unique titre lors de la saison inaugurale en 1983 avec un point d'avance sur les joueurs du Daewoo. 
À la fin de la saison 1985, la direction du Hallelujah décide de se retirer de la compétition et dès lors le club n'apparaît plus jamais à un niveau aussi élevé. Le club disparaît en août 1998 pour des raisons financières à la suite de la crise économique asiatique. 

## Palmarès
| \| - Championnat de Corée du Sud (1) : - Champion : 1983. - Championnat de Corée du Sud amateur : - Vice-champion : 1991, 1994, 1995, 1997 et 1998. \| \| - Coupe du Président[a] (1) : - Vainqueur : 1988. - Finaliste : 1994. \| |  |                                                                    |
| - Championnat de Corée du Sud (1) : - Champion : 1983. - Championnat de Corée du Sud amateur : - Vice-champion : 1991, 1994, 1995, 1997 et 1998.                                                                                   |  | - Coupe du Président (1) : - Vainqueur : 1988. - Finaliste : 1994. |

## Joueurs emblématiques
- Cho Byung-deuk
- Choi Jong-duk
- Lee Young-moo
- Park Chang-sun
- Park Sang-in
- Park Sung-hwa